# میگل پائولینو تاتو
میگل پائولینو تاتو (اسپانیایی: Miguel Paulino Tato‎؛ ‏۱۹۰۲–۱۹۸۶) که از نام مستعار نستور در وقایع‌نگاری روزانه خود استفاده می‌کرد، منتقد سینما و روزنامه‌نگار اهل آرژانتین بود. نام او زمانی بر سر زبان‌ها افتاد که به‌عنوان مدیر و سانسورچی رسمی «نهاد دولتی رتبه‌بندی فیلم» آرژانتین مشغول به‌کار شد و طی آن، ده‌ها فیلم آرژانتینی را در دهه ۱۹۷۰ توقیف یا سانسور کرد.
او در خانواده‌ای معمولی و بی‌نوا به‌دنیا آمد و در جوانی به عنوان روزنامه‌رسان (به درِ منازل شهروندان) کار می‌کرد تا اینکه به لطف یکی از مشتریانش، «کارلوس موسیو-سائنس پنیا» (مدیر باسابقهٔ روزنامه اِل موندوی بوئنوس آیرس) به‌عنوان کاریکاتوریست در روزنامهٔ اولتیما اورا مشغول به‌کار شد. او بعداً در نشریات دیگری مانند موندو آرخنتینو، اِل اوگار و مجلاتی از مؤسسهٔ نشر هایِـنس کار کرد و سرانجام رئیس رسانه شرکت توزیع‌کننده محصولات کمپانی پارامونت در آرژانتین شد. او همچنین معلم خوشنویسی، زبان اسپانیایی و تاریخ بود. وی در سال ۱۹۷۳ به عنوان منتقد فیلم در برنامه تلویزیونی صبح با اجرای سیلبیو سولدان در رادیو اِل موندو شرکت کرد. او از دهه ۷۰ به عنوان مأمور بازبینی و سانسورِ فیلم‌ها در دولت‌های قانونی و دولت‌های غیررسمی مشغول به کار شد و مصاحبه‌های متعددی انجام داد که در آن دیدگاه‌های محافظه کارانه خود را به‌وضوح بیان کرد. کار او در «نهاد دولتی رتبه‌بندی فیلم» اندکی پس از آغاز دموکراسی در آرژانتین در سال ۱۹۸۳ به پایان رسید.
وی در سال ۱۹۵۲ برای نخستین و تنها بار، فیلمی به نام فاکوندو، ببر هامون را کارگردانی کرد.

## دیدگاه‌ها
تاتو با افتخار اعلام می‌کرد که «نازی» است. او در مجله ریکو تیپو از این که چارلی چاپلین در دیکتاتور بزرگ هیتلر را دست انداخته بود، انتقاد کرد. تاتو اظهارات نژادپرستانه و حتی به هواداری از نازی‌ها داشت. او هنگام نخستین نمایش فیلم شفت در آفریقا (۱۹۷۳) در مصاحبه‌ای تلویزیونی گفت: «کاکاسیاه‌ها، برگردید آفریقا!»
او در مصاحبه‌ای دیگر گفت: «به‌نظرم من فقط یک صلیب آهنین کم دارم، مگر نه؟ چون تعداد فیلم‌هایی که من قلع و قمع کردم، بیشتر از کشتار آلمانی‌ها در جنگ بود و تازه من همیشه خودم را [بابت کم‌کاری] دست می‌انداختم.»